# 何殷聪
何殷聪（英語：Ho Ying Chong Kelvin，1990年4月24日—），新加坡前男子羽毛球運動員，前新加坡國家羽毛球隊单打主教练，旗下球员包括2021年羽毛球世锦赛冠军骆建佑，現為国家训练队单打总教练。

## 简历

### 早年
何殷聪在小学时期打过排球，但当时的他并不喜欢这项运动。他在13岁那年入读宏茂桥中学并加入学校的羽球队，从此开始接触羽毛球；他很快就成为了学校的顶级单打选手，并击败了联合校队和新加坡体校等对手。何殷聪随后在被新加坡羽毛球协会发掘后，于17岁不顾父亲的反对辍学以全职投入这项运动。

### 成为国手
何殷聪在2009年东运会上代表国家在男子團體項目取得铜牌。2011年在他服兵役期间，新加坡羽毛球协会宣布解散他所属的國家二隊，自此结束了他短暂的职业选手生涯。

### 担任教练
何殷聪在2011年退役后受羽球总会之邀成为国家阶梯队的教练之一，2018年升任为新加坡国家队单打助理教练。2018年，他跟随国家队出征英联邦运动会，随后又率队征战了2019年的菲律宾东南亚运动会，以及2021年的东京奥运会和羽毛球世锦赛。
2022年1月，新加坡國家隊單打主教練穆約（Mulyo Handoyo）離任返回印尼；4月，新加坡羽毛球总会宣布从海内外的超过20名申请者中，挑选并委任何殷聪接任單打主教练。他将负责监督包括2021羽毛球世锦赛冠军骆建佑在内的8名球员。2025年1月，何殷聪調任国家训练队单打总教练，負責培养12岁至17岁的青年球员。

## 轶事
在2021年羽毛球世锦赛比赛期间，何殷聪曾在比赛中“如大猩猩一般”用力锤击当届冠军骆建佑的胸脯，力度大至自己抽筋。何殷聪事后解释称骆建佑会被情绪淹没并在比赛中失去注意力，他因此需要提醒、激励骆建佑在关键时刻要勇敢面对困难。